# Roewe D7
Roewe D7 — седан середнього розміру, що випускається компанією SAIC Motor під брендом Roewe.

## Опис
У серпні 2023 року Roewe випустила D7, який дебютував у двох варіантах - електромобіль та плагін-гібрид, що відрізняються стилем передньої частини. 
Електричний варіант також отримав відмінні візуальні риси: дворядні фари та загострений бампер, що нагадує мову стилю NIO. 
Обидва варіанти використовують той самий мінімалістичний дизайн інтер’єру з білими матеріалами та двома 12,3-дюймовими екранами, які утворюють приладову панель та мультимедійну систему. 
Адаптивний круїз-контроль, панорамний скляний дах і однозонний кондиціонер також є стандартними. Під капотом електричний варіант отримав невеликий багажник. 

## D7 DMH
Варіант PHEV отримав додаткову частину «DMH» у своїй назві та інший дизайн передньої частини. 

У ньому використовуються інтегровані одинарні та більші лінзи для фар із краплеподібною високою формою. Двигун внутрішнього згоряння поєднується з двома електродвигунами, що забезпечує запас ходу 125 кілометрів в електричному режимі та до 1400 кілометрів у змішаному режимі. 1,5-літровий бензиновий двигун видає 112 к.с., а двигун на задній осі — 204 к.с. Однак Roewe не розкрив сумарну вихідну потужність. 

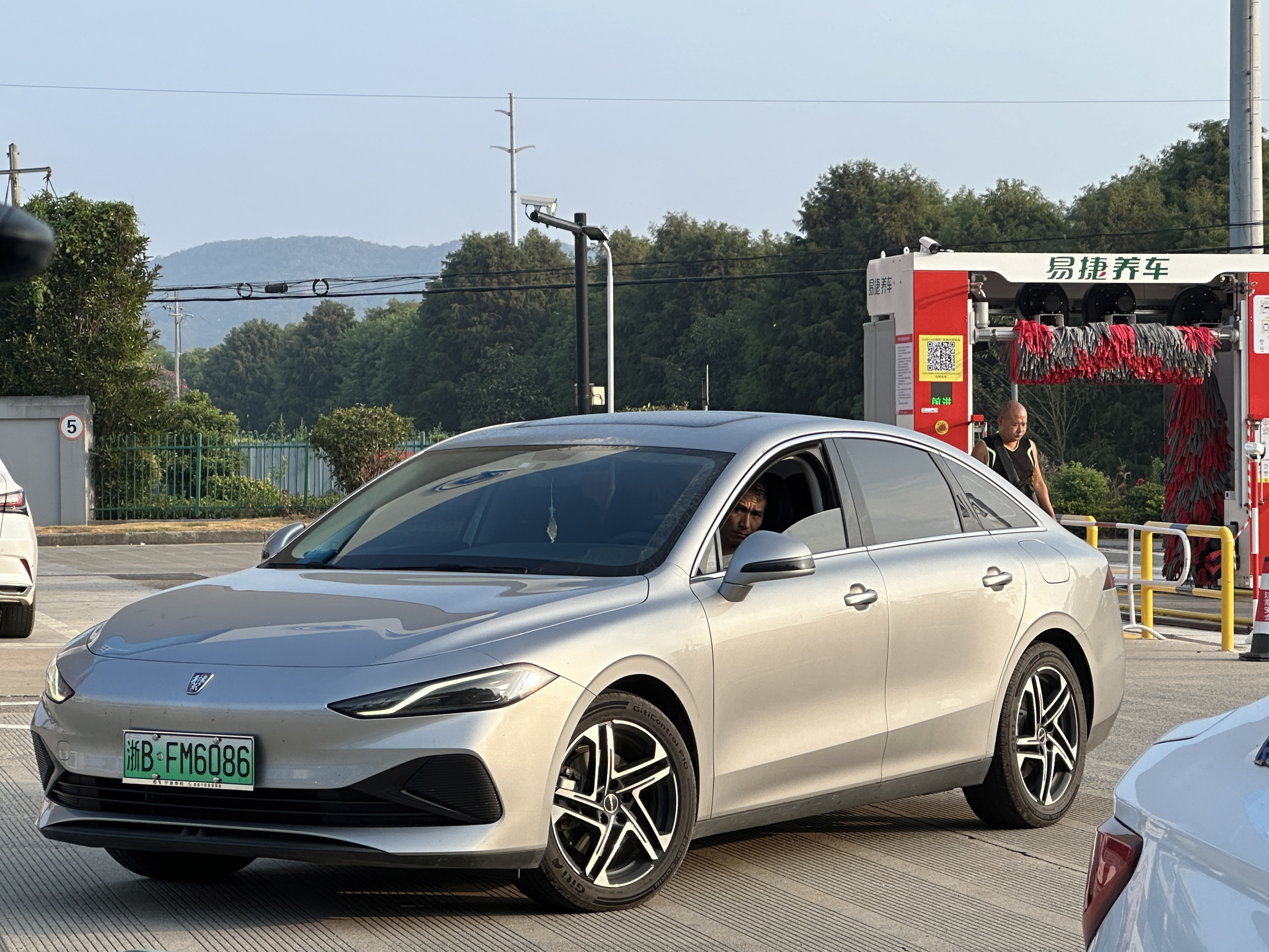
Roewe D7 DMH
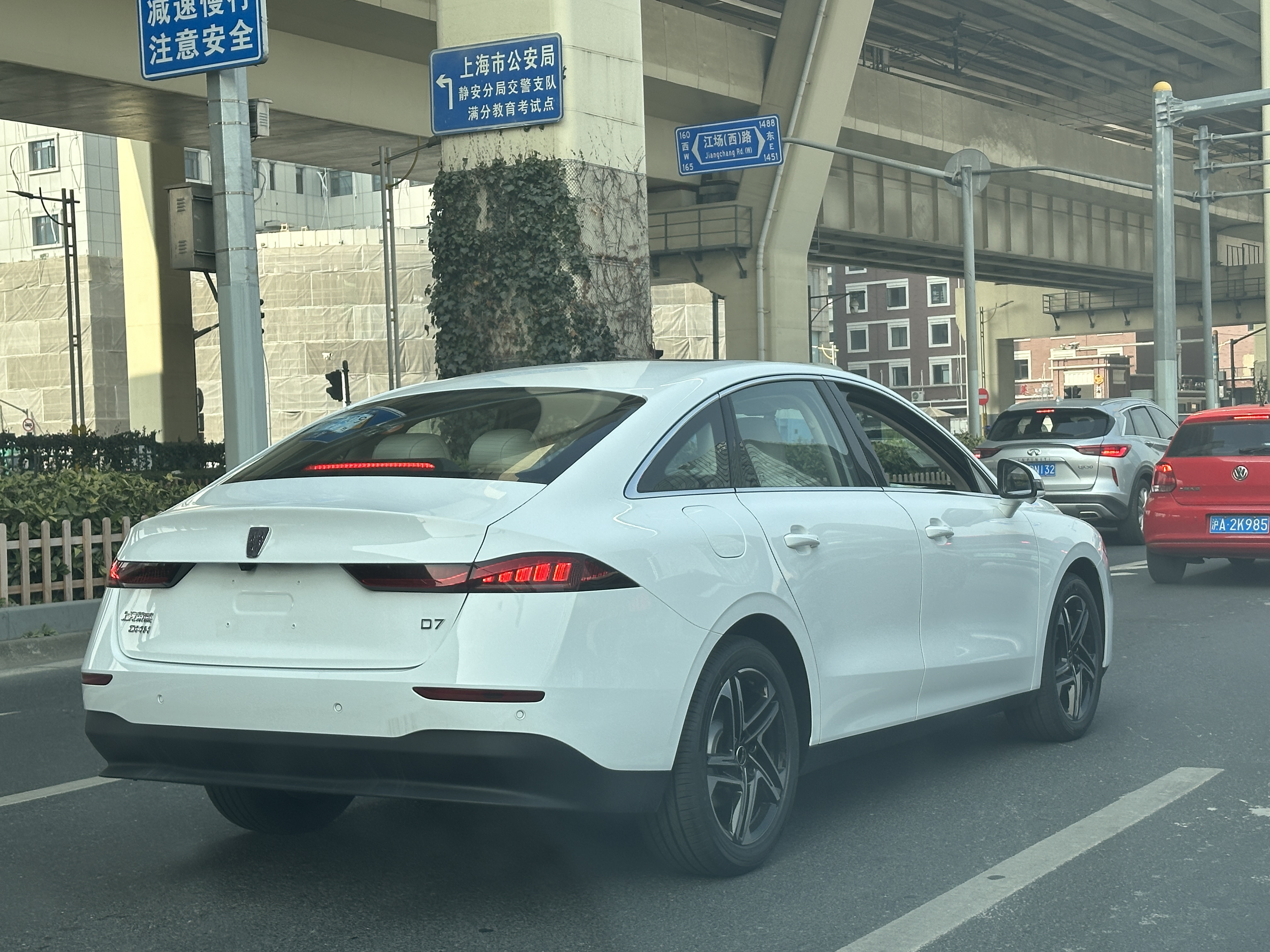
Roewe D7 DMH ззаду

## D7 EV
Електромобіль D7 EV із запасом ходу 510 км розвиває 197 к.с. і живиться від батареї від CLTC. Версія з пробігом 610 км забезпечує потужність 211 к.с. 

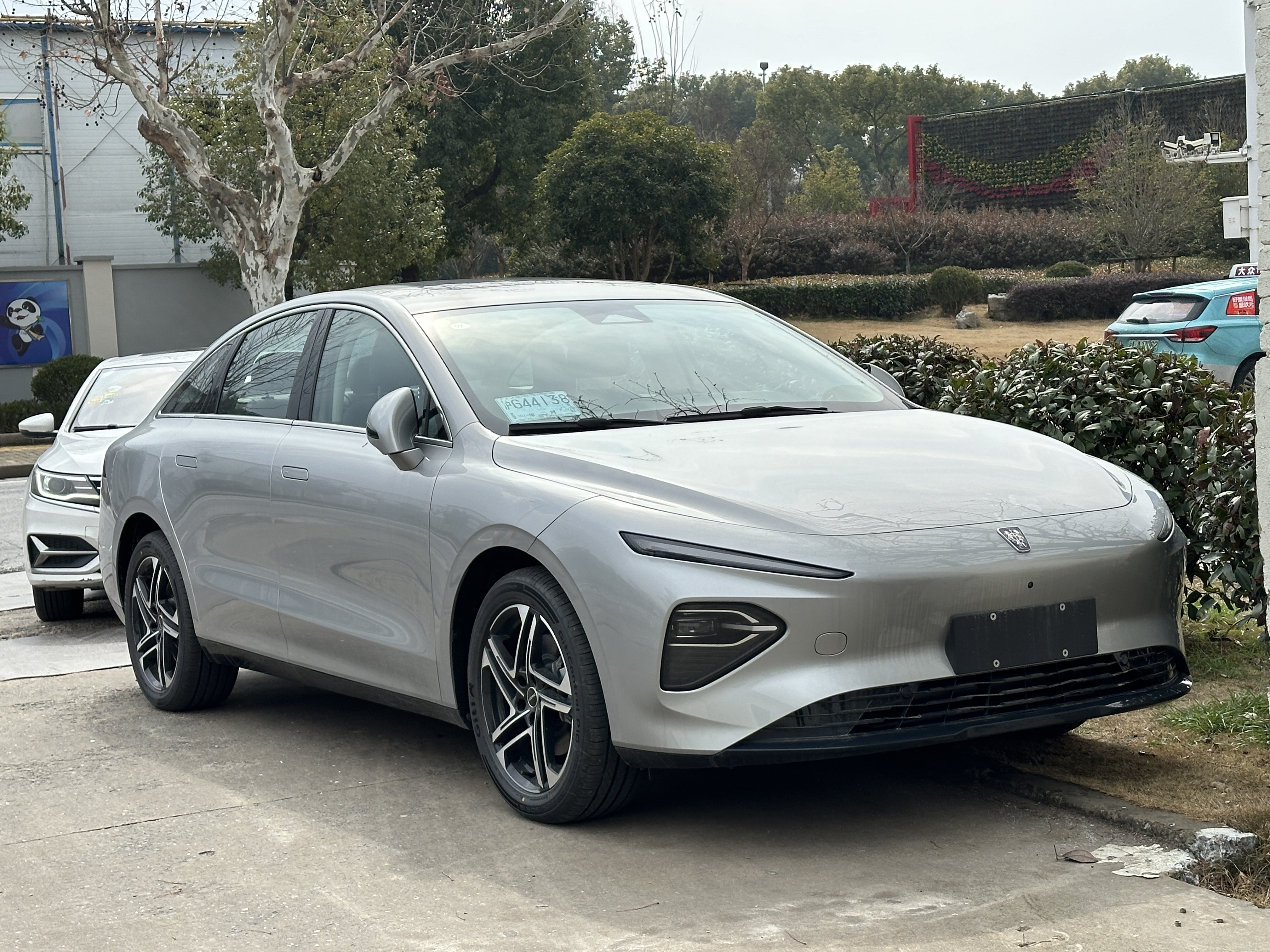
Roewe D7 EV спереду
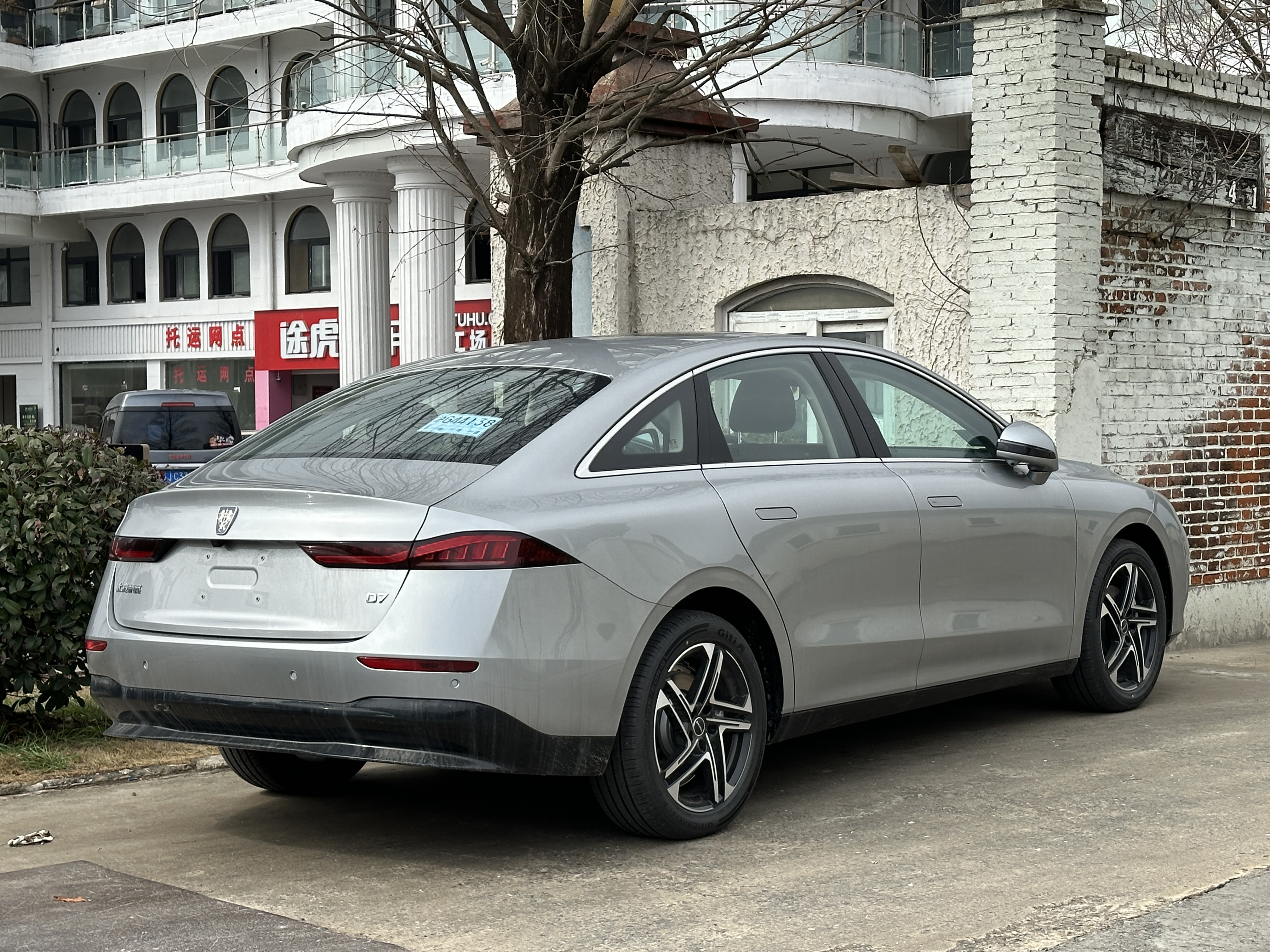
Roewe D7 EV ззаду

## MG D7
Експортна версія Roewe D7 була представлена на Гонконгській міжнародній автомобільній виставці в грудні 2023 року під назвою MG D7.

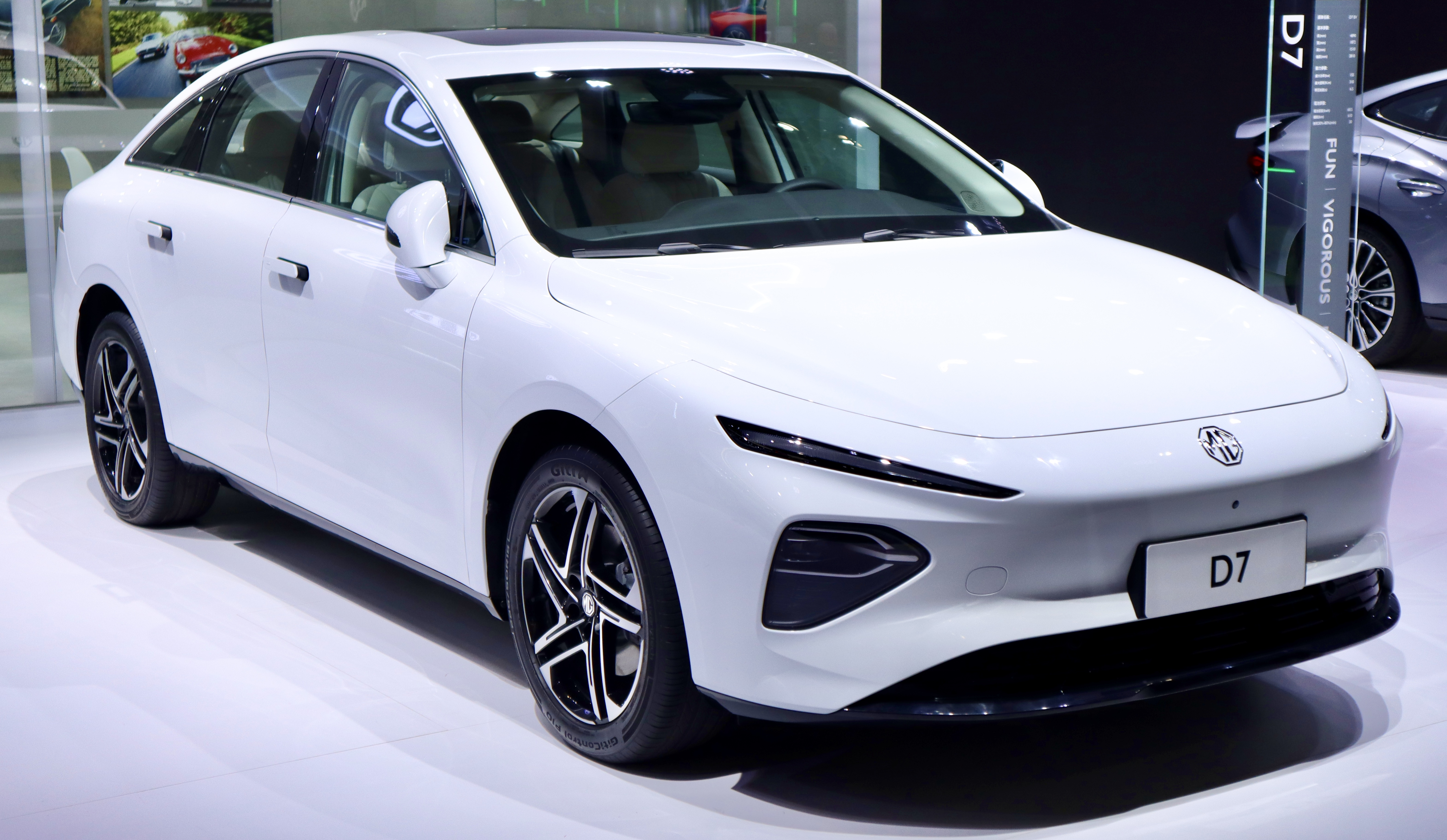
MG D7
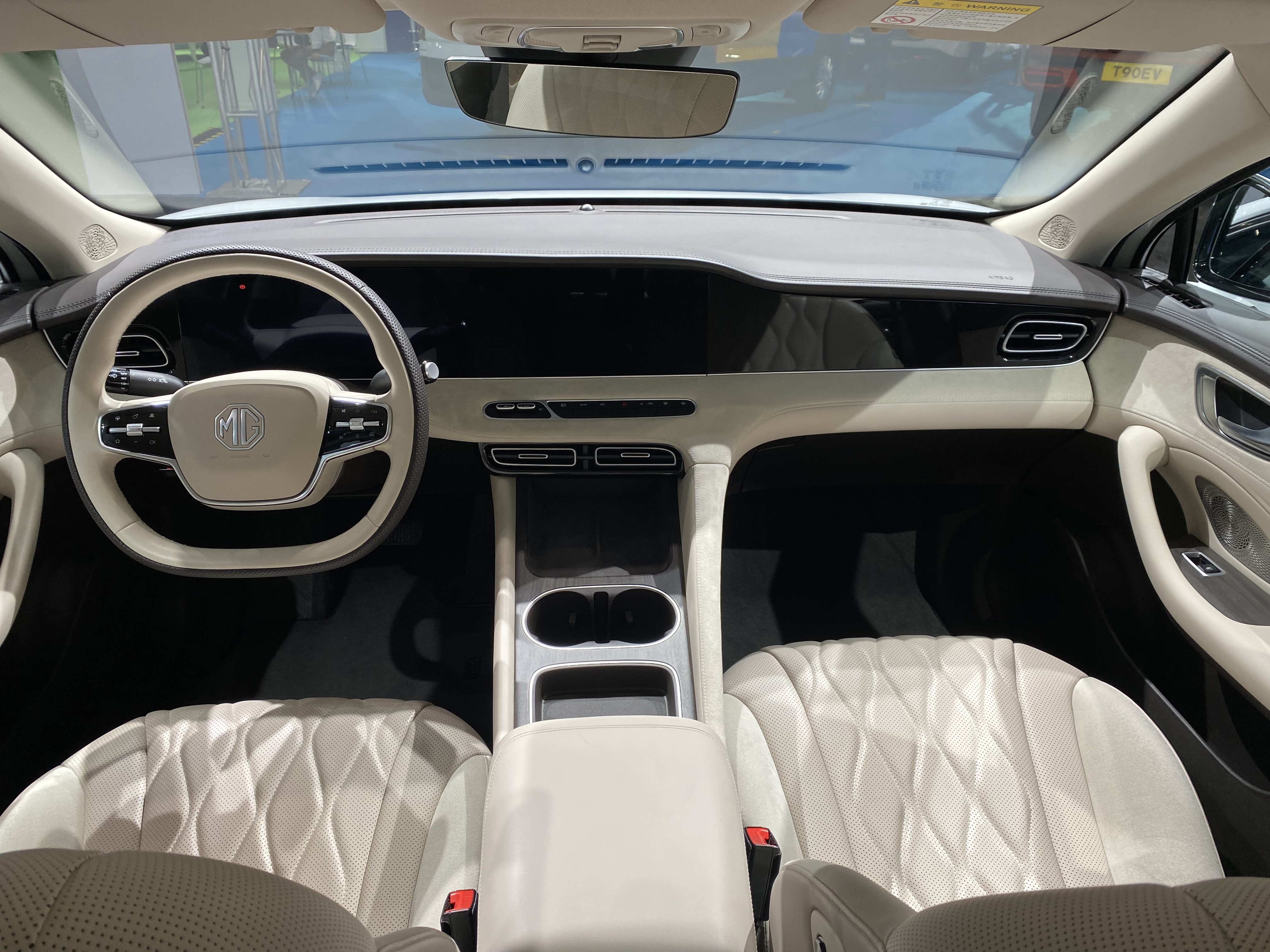
Інтер'єр